# Бейс Штерн Шульман
«Бейс Штерн Шу́льман» — синагога у Кривому Розі, одна з найбільших синагог у Європі, побудованих після Другої світової війни (розрахована на 1200 вірян). Споруджена 2010 року за адресою вул. Пушкіна, 46.
Синагога споруджена на місці колишнього «Будинку зібрань», який радянська влада зруйнувала 1932 року. Будівництво фінансували ізраїльтяни Вадиа (Натан) Маратович Шульман і Лев Леваєв. У храмі працює бібліотека, аудіоколекція та Музей культури єврейського народу та історії Голокосту «Музей Михаїла Мармера», а на території синагоги 2013 року відкрито пам'ятник жертвам Голокосту на Криворіжжі.
«Бейс Штерн Шульман» названа на честь дідуся одного зі спонсорів.
Урочисте відкриття синагоги відбулося 29 серпня 2010 року. Спеціально для криворізької синагоги були написані сувої Тори — 3 Сефер-Тори.